# Brie de Melun
Pour les articles homonymes, voir Brie.
Le brie de Melun est un fromage au lait cru fabriqué en France à partir de lait de vache. Il bénéficie d'une appellation d'origine contrôlée depuis 1980 et d'une appellation d'origine protégée depuis 2009. Bien que l'histoire des fromages de la région reste largement méconnue, il est parfois considéré comme l’ancêtre de tous les bries. Il tient son nom de la région naturelle de la Brie et de la plaine de Melun dans le département de Seine-et-Marne en France.
Sa meilleure période de consommation s'étend de juillet à mars.

## Description
C'est un fromage à base de lait de vache, cru, à pâte molle à croûte fleurie, d'un poids moyen de 1,5 kg pour 27 cm de diamètre. Il est moins grand que le Brie de Meaux mais plus fort en saveur et en odeur, avec un goût légèrement salé. Le Brie de Melun existe aussi sous la forme de « Vieux-Brie », ou Brie noir. C'est un brie plus sec et de couleur brune qui est encore plus fort et a un goût de paille.

## Consommation
Sa période de consommation idéale s'étale d'avril à septembre après un affinage de 10 semaines, mais aussi de mars à décembre. On l'accompagne souvent avec du pain de campagne et un vin de Gaillac. Les confréries des deux AOC sont d'ailleurs jumelées. Il se marie également très bien avec un Bourgogne ou un côtes du Rhône.
C'est également l'ingrédient de base de plusieurs spécialités culinaires régionales de la Brie, dont la croûte au brie.

## Fabrication
Autrefois, la fabrication était uniquement le fait d'agriculteurs. La production fermière n'a pas cessé mais des laiteries industrielles en produisent également.
Le Brie de Melun a une période de fabrication beaucoup plus longue que les autres bries. Le lait cru est mis à mûrir dans des cuves durant 20 heures, puis 18 heures dans des bassines avant d'être caillé, coupé, puis moulé. La température de la pièce dans laquelle est effectué le moulage doit être portée à 33 °C durant quatre heures, afin de faire évacuer le lactosérum, puis à 24 °C durant six heures et enfin à 19 °C. Le lendemain, les fromages sont démoulés puis salés : ils restent alors dans la salle de salage pendant deux jours. Ensuite, les fromages sont mis dans une salle à 12 °C dans laquelle ils vont commencer à s'affiner, leur couleur blanche commencera à apparaître. Au bout d'une semaine, les fromages seront mis dans un autre réfrigérateur à 7 °C pendant encore, au moins, trois semaines pour qu'ils atteignent leur maturité. La période de fabrication du Brie de Melun dure trois mois en tout.

### Aire d'appellation
Le Brie de Melun doit être produit sur un territoire limité à la Seine-et-Marne, ainsi qu'une partie des départements de l'Yonne et de l'Aube.
Département de Seine-et-Marne : toutes les communes.
Département de l'Aube : Avant-lès-Marcilly, Avon-la-Pèze, Bercenay-le-Hayer, Bourdenay, Bouy-sur-Orvin, Charmoy, Courceroy, Dierrey-Saint-Julien, Dierrey-Saint-Pierre, Échemines, Faux-Villecerf, Fay-lès-Marcilly, Ferreux-Quincey, Fontaine-Mâcon, Fontenay-de-Bossery, Gumery, Louptière-Thénard, Marcilly-le-Hayer, Marigny-le-Châtel, Marnay-sur-Seine, Mériot, Mesnil-Saint-Loup, Motte-Tilly, Nogent-sur-Seine, Palis, Planty, Pont-sur-Seine, Pouy-sur-Vannes, Prunay-Belleville, Rigny-la-Nonneuse, Saint-Aubin, Saint-Flavy, Saint-Lupien, Saint-Nicolas-la-Chapelle, Soligny-les-Étangs, Traînel, Trancault, Villadin.
Département de l'Yonne : Belliole, Brannay, Champigny, Chapelle-sur-Oreuse, Chaumont, Chéroy, Compigny, Courlon-sur-Yonne, Courtoin, Cuy, Dollot, Domats, Évry, Fouchères, Gisy-les-Nobles, Jouy, Lixy, Michery, Montacher-Villegardin, Pailly, Perceneige, Plessis-Saint-Jean, Pont-sur-Yonne, Saint-Agnan, Saint-Sérotin, Saint-Valérien, Savigny-sur-Clairis, Serbonnes, Sergines, Thorigny-sur-Oreuse, Vallery, Vernoy, Villeblevin, Villebougis, Villemanoche, Villenavotte, Villeneuve-la-Dondagre, Villeneuve-la-Guyard, Villeperrot, Villeroy, Villethierry, Vinneuf.

## Production
En 2008, la production commercialisée a atteint 213 tonnes. Elle concerne 30 agriculteurs producteurs de lait, 3 fabricants industriels et 2 familles d'éleveurs fromagers fermiers, 2 affineurs exclusifs. En 2003, elle s'élevait à 231 tonnes (-14,3 % depuis 1998). La production se stabilise au cours des années suivantes (234 tonnes en 2021).